# Rijksstad Rottweil
De Rijksstad Rottweil was een tot de Zwabische Kreits behorende rijksstad binnen het Heilige Roomse Rijk.
In 771 wordt palts Rotumvila (= rode villa) voor het eerst vermeld. De palts had een Alemannische of Merovinger voorganger. Sinds de elfde eeuw zijn de hertogen van Zähringen de voogd. Naast de palts ontwikkelt zich halverwege de twaalfde eeuw een nederzetting, die zich in de veertiende eeuw tot rijksstad ontwikkelt. Mijlpalen in deze ontwikkeling zijn de koop in 1358 van de koningspalts, het verwerven van de halsheerlijkheid in 1359 en het verwerven van het rijksschoutambt in 1383. Na 1463 groeit het gebied van de rijksstad aanzienlijk uit. De rijksstad voert de heerschappij over 28 dorpen in de omgeving en maakt ook deel uit van het Zwitserse Eedgenootschap als Zugewandte Ort. Tot 1784 zetelt er een keizerlijke hofrechtbank in de stad.
In de Reichsdeputationshauptschluss van 25 februari 1803 wordt in paragraaf 6 de inlijving bij het nieuwe keurvorstendom Württemberg vastgesteld.
Het gebied van de vrije rijksstad bestaat naast de stad Rottweil zelf uit
het Overvoogdijambt met
- Dietingen en Irslingen
- Dunningen
- Böhringen
- Göllsdorf
- Villingendorf en Talhausen
- de burcht Schenkenberg met Epfendorf
- Herrenzimmern
- Seedorf

het Pürschvoogdijambt met
- delen van Zimmern
- Horgen
- Hochmössingen en Winzeln
- Bösingen
- Stetten
- Niedereschach
- Fischbach
- Neufra
- Sinkingen
- Bettlinsbad

het broederschapspleegambt met
- Deißlingen
- Dauchingen
- Mühlhausen
- Weilersbach

het gasthuisoverpleegambt met
- Fleckenhausen

de direct onder de stadsmagistraat staande plaatsen
- Altstadt
- Bernburg
- Eckhof
- Harthaus
- Hochwald
- Hohenstein
- Wildeck